# Zone de loisirs d'Oittaa
La zone de loisirs d'Oittaa (finnois : Oittaan virkistysalue) est une zone de loisirs de plein air située dans le quartier de Karhusuo à Espoo en Finlande,.

## Description
La zone de loisirs d'Oittaa, est située à l'extrémité sud du lac de Bodom. En été, la rive du lac est l'une des plages de baignade les plus populaires d'Espoo. La plage est surveillée, et offre douches, vestiaires et un terrain de beach-volley.

## Piste et sentier
La piste de 4,4 kilomètres sert aux amateurs de conditionnement physique comme piste de course à pied en été et comme piste de ski de fond en hiver,. Le sentier de randonnée d'Oittaa, long de 1,5 kilomètre, est un itinéraire qui traverse la réserve naturelle de la vallée du ruisseau d'Oittaa, près du centre de plein air d'Oittaa. Ce chemin est adapté pour voyager avec des enfants. Le sentier contourne le massif forestier, mais traverse la forêt côtière du lac de Bodom.
Le sentier de randonnée commence près du bâtiment principal du manoir d'Oittaa. Il y a aussi des panneaux de guidage le long du sentier de découverte de la nature et il est balisé par des panneaux jaunes. L'itinéraire est facile, mais à son extrémité, des escaliers ont été construits dans la pente rocheuse.

## Aire de jeux Angry Birds
L'aire de jeux publique Angry Birds a été construite dans la zone de loisirs d'Oitta, sur la rive du lac de Bodom. L'aire de jeux est ouverte à tous et gratuite. Le cœur du terrain de jeu est le bateau pirate Oittaan Helmi, commandé par King Pig. Les cochons font semblant de voler des œufs d'oiseaux.
À l'autre bout du parc, il y a une zone clôturée pour les petits enfants, le Château, où des oiseaux en colère gardent leurs œufs. Des œufs d'or y sont cachés, que ceux qui le souhaitent peuvent chercher dans l'aire de jeu.